# نيكولا ماركوسكي
نيكولا ماركوسكي مواليد 22 مايو 1990 في ستروغا، جمهورية مقدونيا، هو لاعب كرة يد مقدوني يلعب كمحور. مثل منتخب مقدونيا لكرة اليد.

## سجل المنافسة
شارك في البطولات التالية:
- بطولة العالم لكرة اليد للرجال 2015
- بطولة أوروبا لكرة اليد للرجال 2014
- بطولة أوروبا لكرة اليد للرجال 2016

## روابط خارجية
- نيكولا ماركوسكي على موقع الاتحاد الأوروبي لكرة اليد (الإنجليزية)